# Cratere Collins
Collins  è il nome di un piccolo cratere lunare da impatto intitolato all'astronauta Michael Collins situato nella parte meridionale del Mare Tranquillitatis, a circa 25 chilometri a nord del sito di allunaggio dell'Apollo 11 e 15 chilometri a est-sud-est di quello della sonda Surveyor 5. Collins è il cratere centrale di un gruppo di tre battezzati con i nomi dei membri dell'equipaggio dell'Apollo 11.
Questo cratere era denominato Sabine D, ed è stato ribattezzato per decisione della Unione Astronomica Internazionale.